# Яніс Зіку
Яніс Зіку (рум. Ianis Zicu, нар. 23 жовтня 1983, Констанца) — румунський футболіст, що грав на позиції півзахисника. По завершенні ігрової кар'єри — тренер. З 2023 року очолює тренерський штаб команди «Металоглобус».
Виступав, зокрема, за «Динамо» (Бухарест) та «Парму», а також національну збірну Румунії.

## Клубна кар'єра
Народився 23 жовтня 1983 року в місті Констанца. Вихованець юнацьких команд футбольних клубів «Фарул» та «Динамо» (Бухарест).
У дорослому футболі дебютував 2000 року виступами за команду «Динамо» (Бухарест) 14 квітня 2001 року у віці 17 років у переможному матчі проти клубу «Газ Метан» (4:2), а свій перший гол забив у грі проти «Астри» (3:4) в сезоні 2000/01. Однак у Зіку не було багато шансів грати, через що його кілька разів віддавали в оренду до клубів «Кимпіна» та «Фарул» протягом чотирирічного контракту. За час роботи в клубі Зіку двічі виграв чемпіонат у 2002 і 2004 роках, а також тричі виграв Кубок Румунії у 2001 і 2004 роках.
У січні 2004 року міланський «Інтернаціонале» заплатив за 20-річного Зіку 2,5 млн євро. Міланський клуб відразу віддав румуна в оренду в «Парму», як частину угоди з переходом Адріано у зворотному боці. Румун дебютував у Серії А 21 лютого у виїзному матчі проти «Сампдорії» (2:1) і загалом до кінця року провів лише 9 матчів у чемпіонаті. У січні 2005 року він повернувся в оренду у «Динамо» (Бухарест). Після повернення Зіку виграв свій третій Кубок Румунії в 2005 роках, а також Суперкубок Румунії того ж року.
У сезоні 2006/07 виступав на правах оренди за «Рапід» (Бухарест). Він провів дивовижний період у складі «залізничників», оскільки під керівництвом тренера Резвана Луческу він забив 12 голів у чемпіонаті, допоміг клубу дійти до групового етапу Кубка УЄФА та виграти Кубок Румунії, забивши другий гол у переможному фінальному матчі проти «Політехніки» (Тімішоара) з рахунком 2:0, коли він також був названий гравцем матчу.
Після звільнення від контракту з міланським «Інтером» Зіку повернувся у «Динамо» (Бухарест), підписавши чотирирічний контракт. Цього разу відіграв за бухарестську команду наступні три сезони своєї ігрової кар'єри.
21 липня 2010 року Зіку підписав 5-річний контракт з «Політехнікою» (Тімішоара), яка заплатила «Динамо» 300 000 євро за його перехід. Після першої половини сезону Зіку відзначився 9 разів у 15 матчах. У перемозі над «Газ Метан Медіаш» (3–1) Зіку забив двічі та присвятив голи своїй матері, яка померла 3 тижні тому від раку і пізніше того сезону став найкращим бомбардиром чемпіонату Румунії з 18 голами.
16 червня 2011 року Зіку перейшов у болгарський ЦСКА (Софія) на 3 роки. 30 липня відбувся офіційний дебют у складі софійського ЦСКА в матчі за Суперкубок Болгарії проти «Літекса». Зіку забив з пенальті і приніс команді вчетверте в історії виграти трофей. 28 жовтня 2011 року Зіку забив свій другий гол у болгарському дербі проти софійського Левскі, допомігши ЦСКА перемогти з рахунком 1:0. Зіку закінчив першу половину чемпіонату як найкращий бомбардир чемпіонату з 13 голами, утворюючи пару в нападі команди з Жуніором Мораєсом.
У грудні 2011 року Зіку перейшов за 2,3 млн євро до південнокорейської команди «Пхохан Стілерс», підписавши 2-річний контракт. Він дебютував за клуб 18 лютого 2012 року в матчі з тайським клубом «Чонбурі» в Лізі чемпіонів АФК. Він забив свій перший гол 11 березня 2012 року в матчі проти «Гванджу» (1:1) у К-лізі. 24 липня 2012 року він погодився приєднатися до іншої команди К-ліги «Канвон» на правах оренди до кінця сезону 2012 року, протягом якої він забив дев'ять голів у 17 матчах К-ліги включаючи хет-трик у виїзній грі проти «Теджон Сітізен» (3:5). У січні 2013 року Зіку підписав з клубом повноцінний контракт, забивши шість голів у 27 матчах за команду в сезоні 2013 року
15 січня 2014 року Зіку підписав контракт на півтора сезону з «Петролулом». Лише після половини року, протягом якого йому не вдавалося забивати чи віддавати гольові передачі, він і клуб домовилися розірвати контракт.
У липні 2014 року Зіку перейшов до новачка вищого дивізіону «Тиргу-Муреш», з яким підписав контракт на один сезон. Команда була близька до перемоги в чемпіонаті, а Зіку був одним з її найкращих гравців. Саме він забив єдиний гол під час виїзної гри проти «Стяуа» (1:0), що допомогло команді вийти на перше місце за п'ять турів до кінця сезону. Зрештою команді не вдалося втримати лідерство і вони фінішували на другому місці, поступившись титулом «Стяуа» в останньому турі, коли вони зазнали поразки від «Оцелула» з рахунком 1:2.
У сезоні 2015/16 Зіку грав клуб «Полі Тімішоара», але результати виявились невдалими, оскільки команда мала вилетіти з еліти, однак зуміла зберегти свою позицію в лізі через банкрутство «Рапіда» (Бухарест).
У липні 2016 року Зіку повернувся у «Тиргу-Муреш», де він провів останній сезон, покинувши клуб у січні 2017 року, оскільки команда мала фінансові проблеми та не платила йому зарплату кілька місяців, а також вилетіла у кінці сезону.

## Виступи за збірні
Протягом 2003—2004 років залучався до складу молодіжної збірної Румунії. На молодіжному рівні зіграв у 13 офіційних матчах, забив 3 голи.
11 жовтня 2003 року дебютував в офіційних матчах у складі національної збірної Румунії, коли тренер Ангел Йорденеску випустив його на поле на 82-й хвилині замість Даніеля Панку в товариському матчі проти Японії (1:1).
Загалом протягом кар'єри в національній команді, яка тривала 9 років, провів у її формі 12 матчів, забивши один гол у ворота Люксембурга 29 березня 2011 року. Його останній матч у складі збірної Румунії відбувся 12 червня 2011 року в товариській грі проти Парагваю.

## Кар'єра тренера
Розпочав тренерську кар'єру невдовзі по завершенні кар'єри гравця, 2019 року, ставши тренером юнацької команди «Волунтарі». Згодом очолював перші команди «Фарул» та «Конкордія» (Кіажна), а з вересня 2023 року очолював тренерський штаб команди «Металоглобус».

## Статистика виступів

### Статистика клубних виступів
| Сезон                         | Команда                       | Чемпіонат                     | Чемпіонат | Чемпіонат | Національний кубок | Національний кубок | Національний кубок | Континентальні кубки | Континентальні кубки | Континентальні кубки | Інші змагання | Інші змагання | Інші змагання | Усього | Усього |
| Сезон                         | Команда                       | Ліга                          | Ігор      | Голів     | Ліга               | Ігор               | Голів              | Ліга                 | Ігор                 | Голів                | Ліга          | Ігор          | Голів         | Ігор   | Голів  |
| ----------------------------- | ----------------------------- | ----------------------------- | --------- | --------- | ------------------ | ------------------ | ------------------ | -------------------- | -------------------- | -------------------- | ------------- | ------------- | ------------- | ------ | ------ |
| 2000–01                       | «Динамо» (Бухарест)           | A                             | 4         | 1         | КР                 | 1                  | 0                  | ЛЧ                   | 0                    | 0                    | -             | -             | -             | 5      | 1      |
| серп.-груд. 2001              | «Динамо» (Бухарест)           | A                             | 16        | 2         | КР                 | 2                  | 0                  | КУЄФА                | 1                    | 0                    | СКР           | 0             | 0             | 19     | 2      |
| січ.-черв. 2002               | «Кимпіна»                     | III                           | 6         | 4         | КР                 | -                  | -                  | -                    | -                    | -                    | -             | -             | -             | 6      | 4      |
| 2002–03                       | «Фарул»                       | A                             | 20        | 7         | КР                 | 3                  | 0                  | -                    | -                    | -                    | -             | -             | -             | 23     | 7      |
| серп.-груд. 2003              | «Динамо» (Бухарест)           | A                             | 13        | 6         | КР                 | 3                  | 4                  | ЛЧ                   | 6                    | 2                    | СКР           | 1             | 0             | 23     | 12     |
| січ.-черв. 2004               | «Парма»                       | A                             | 7         | 0         | КР                 | 0                  | 0                  | КУЄФА                | -                    | -                    | -             | -             | -             | 7      | 0      |
| серп.-груд. 2004              | «Парма»                       | A                             | 2         | 0         | КР                 | 1                  | 0                  | КУЄФА                | 1                    | 0                    | -             | -             | -             | 4      | 0      |
| Усього за «Парму»             | Усього за «Парму»             | Усього за «Парму»             | 9         | 0         |                    | 1                  | 0                  |                      | 1                    | 0                    |               | -             | -             | 11     | 0      |
| січ.-черв. 2005               | «Динамо» (Бухарест)           | A                             | 13        | 3         | КР                 | 3                  | 2                  | ЛЧ+КУЄФА             | -                    | -                    | -             | -             | -             | 16     | 5      |
| 2005–06                       | «Динамо» (Бухарест)           | A                             | 27        | 9         | КР                 | 2                  | 0                  | КУЄФА                | 5                    | 1                    | СКР           | 1             | 0             | 35     | 10     |
| 2006–07                       | «Рапід» (Бухарест)            | I                             | 30        | 12        | КР                 | 5                  | 5                  | КУЄФА                | 8                    | 0                    | СКР           | 1             | 0             | 44     | 17     |
| 2007–08                       | «Динамо» (Бухарест)           | I                             | 12        | 2         | КР                 | 1                  | 0                  | ЛЧ+КУЄФА             | 1+0                  | 0+0                  | СКР           | 1             | 0             | 15     | 2      |
| 2008–09                       | «Динамо» (Бухарест)           | I                             | 9         | 3         | КР                 | 2                  | 0                  | КУЄФА                | 0                    | 0                    | -             | -             | -             | 11     | 3      |
| 2009–10                       | «Динамо» (Бухарест)           | I                             | 18        | 0         | КР                 | 3                  | 1                  | ЛЄ                   | 5                    | 0                    | -             | -             | -             | 26     | 1      |
| Усього за «Динамо» (Бухарест) | Усього за «Динамо» (Бухарест) | Усього за «Динамо» (Бухарест) | 112       | 26        |                    | 16                 | 7                  |                      | 19                   | 5                    |               | 3             | 0             | 150    | 38     |
| 2010–11                       | «Політехніка Тімішоара»       | I                             | 30        | 18        | КР                 | 1                  | 0                  | ЛЄ                   | 3                    | 1                    | -             | -             | -             | 34     | 19     |
| серп.-груд. 2011              | ЦСКА (Софія)                  | A                             | 15        | 13        | КБ                 | 1                  | 0                  | ЛЄ                   | 2                    | 0                    | СБ            | 1             | 1             | 19     | 14     |
| січ.-лип. 2012                | «Пхохан Стілерс»              | КЛ                            | 15        | 6         | КК                 | 1                  | 0                  | ЛЧ                   | 4                    | 0                    | -             | -             | -             | 20     | 6      |
| лип.-груд. 2012               | «Канвон»                      | КЛ                            | 17        | 9         | КК                 | 0                  | 0                  | -                    | -                    | -                    | -             | -             | -             | 17     | 9      |
| 2013                          | «Канвон»                      | КЛ                            | 27+2      | 6         | КК                 | 1                  | 2                  | -                    | -                    | -                    | -             | -             | -             | 30     | 8      |
| Усього за «Канвон»            | Усього за «Канвон»            | Усього за «Канвон»            | 46        | 15        |                    | 1                  | 2                  |                      | -                    | -                    |               | -             | -             | 47     | 17     |
| січ.-черв. 2014               | «Петролул»                    | I                             | 10        | 0         | КР                 | 1                  | 0                  | ЛЄ                   | -                    | -                    | -             | -             | -             | 11     | 0      |
| 2014–15                       | «Тиргу-Муреш»                 | I                             | 30        | 5         | КР+КЛ              | 2+0                | 0                  | -                    | -                    | -                    | -             | -             | -             | 32     | 5      |
| 2015–16                       | «Полі Тімішоара»              | I                             | 26        | 4         | КР+КЛ              | 1+1                | 0                  | -                    | -                    | -                    | -             | -             | -             | 28     | 4      |
| 2016–17                       | «Тиргу-Муреш»                 | I                             | 20        | 5         | КР+КЛ              | 0+2                | 0+1                | -                    | -                    | -                    | -             | -             | -             | 22     | 6      |
| Усього за «Тиргу-Муреш»       | Усього за «Тиргу-Муреш»       | Усього за «Тиргу-Муреш»       | 50        | 10        |                    | 4                  | 1                  |                      | -                    | -                    |               | -             | -             | 54     | 11     |
| Усього за кар'єру             | Усього за кар'єру             | Усього за кар'єру             | 369       | 115       |                    | 36                 | 15                 |                      | 37                   | 6                    |               | 5             | 1             | 447    | 137    |

### Статистика виступів за збірну
| Дата       | Місто        | Господарі            | Результат               | Гості      | Турнір                               | Голи | Примітки |
| ---------- | ------------ | -------------------- | ----------------------- | ---------- | ------------------------------------ | ---- | -------- |
| 11-10-2003 | Бухарест     | Румунія              | 1 – 1                   | Японія     | товариський матч                     | -    | 82'      |
| 28-2-2006  | Строволос    | Румунія              | 2 – 0                   | Вірменія   | товариський матч                     | -    | 70'      |
| 28-3-2007  | П'ятра-Нямц  | Румунія              | 3 – 0                   | Люксембург | Відбір до ЧЄ 2008                    | -    |          |
| 2-6-2007   | Целє (місто) | Словенія             | 1 – 2                   | Румунія    | Відбір до ЧЄ 2008                    | -    | 63'      |
| 6-6-2007   | Тімішоара    | Румунія              | 2 – 0                   | Словенія   | Відбір до ЧЄ 2008                    | -    | 60'      |
| 9-10-2010  | Сен-Дені     | Франція              | 2 – 0                   | Румунія    | Відбір до ЧЄ 2012                    | -    | 46'      |
| 8-2-2011   | Паралімні    | Румунія              | 2 – 2 д.ч. (2 – 4 п.п.) | Україна    | Кіпрський кубок - півфінал           | -    | 57'      |
| 9-2-2011   | Паралімні    | Кіпр                 | 1 – 1 д.ч. (4 – 5 п.п.) | Румунія    | Кіпрський кубок - матч за 3-тє місце | -    | 85'      |
| 26-3-2011  | Зениця       | Боснія і Герцеговина | 2 – 1                   | Румунія    | Відбір до ЧЄ 2012                    | -    | 85'      |
| 29-3-2011  | П'ятра-Нямц  | Румунія              | 3 – 1                   | Люксембург | Відбір до ЧЄ 2012                    | 1    |          |
| 7-6-2011   | Сан-Паулу    | Бразилія             | 1 – 0                   | Румунія    | товариський матч                     | -    | 72'      |
| 12-6-2011  | Асунсьйон    | Парагвай             | 2 – 0                   | Румунія    | товариський матч                     | -    | 46'      |
| Усього     |              | Матчів               | 12                      |            | Голів                                | 1    |          |

## Титули і досягнення

### Командні
- Чемпіон Румунії (2):

«Динамо» (Бухарест): 2001/02, 2003/04
- Володар Кубка Румунії (4):

«Динамо» (Бухарест): 2000/01, 2003/04, 2004/05
«Рапід» (Бухарест): 2006/07
- Володар Суперкубка Румунії (2):

«Динамо» (Бухарест): 2005
«Рапід» (Бухарест): 2006
- Володар Суперкубка Болгарії (1):

ЦСКА (Софія): 2011

### Особисті
- Найкращий бомбардир чемпіонату Румунії: 2010/11 (18 голів)